# クレスパーノ・デル・グラッパ
クレスパーノ・デル・グラッパ（伊: Crespano del Grappa）は、イタリア共和国ヴェネト州トレヴィーゾ県ピエーヴェ・デル・グラッパに属する分離集落（フラツィオーネ）。
かつては独立したコムーネであったが、2019年1月30日にパデルノ・デル・グラッパと合併して新自治体の一部となった。

## 地理

### 位置・広がり

#### 隣接コムーネ
コムーネとしてのクレスパーノ・デル・グラッパは、以下のコムーネと隣接していた。
- ボルソ・デル・グラッパ
- チズモーン・デル・グラッパ (VI)
- フォンテ
- パデルノ・デル・グラッパ
- サン・ゼノーネ・デッリエッツェリーニ

## 姉妹都市
- Folsom、アメリカ合衆国 2000年